# رود آنادیر
رود آنادیر (روسی: Ана́дырь) یک رود در کشور روسیه است.
این رود که شمال شرقی سیبری جریان دارد پس از طی ۱۱۵۰ کیلومتر در خلیج آنادیر به دریای برینگ میریزد.